# تهذیب الاصول
کتاب تهذیب الاصول، از جمله کتب اصولی شیعه به زبان عربی می باشد که سید عبدالاعلی افقهی موسوی سبزواری (۱۲۸۹–۱۳۷۲) آن را تالیف کرده است.
این کتاب در ۲ جلد از سوی انتشارات مختلف، به طبع رسیده است.

## ساختار
این کتاب در یک مقدمه و سه مقصد تنظیم شده است:
مقدمه، امور کلی و عمومی علم اصول فقه بیان شده است.
در مقصد اول، مباحث الفاظ بیان گردیده است.
در مقصد دوم، به بحث در مورد ملازمات عقلیه تا مساله نواهی پرداخته شده است.
در مقصد سوم، مباحث مربوط به قطع و ظن، امارات و اصول عمیله و مباحثی در باب اجتهاد و تقلید ارائه گردیده است.
فهرست مطالب هر یک از مجلدات، در انتهای همان جلد ذکر شده است.

## گزارش محتوا
مجلد اول:
در ابتدا تعریفی از علم اصول فقه، فایده این علم، موضوع آن، مسأله اصولی و فرق آن با قاعده فقهی ارایه شده و اشکالاتی که در تعریف علم اصول فقه و موضوع آن وارد شده است مورد بررسی قرا گرفته است.
پس از آن به تعریف وضع و فرق بین آن و استعمال لفظ پرداخته شده و اقسام وضع و موضوع له آن و نحوه لحاظ آن برای اسماء و خصوصیت لفظ نسبت به معنا مورد بحث قرار گرفته و معانی حروف و ثمره این بحث در علم اصول فقه بیان شده است. نحوه اتصاف معانی حرفیه به امور ایجادی، اخطاری، کلی و جزئی و... تقسیم جمله به جملات اخباری و انشایی، حقیقت و مجاز، ویژگی استعمال الفاظ در معانی حقیقی و مجازی و علایم حقیقت و مجاز از مباحث بعدی مطرح شده در مقدمه می‌باشد.در همین رابطه نویسنده به عدم انحصار استعمال لفظ در حقیقت و مجاز اشاره کرده و استعمال الفاظ در معانی را تابع ذوق سلیم و اراده واضع دانسته است. وی تبادر، عدم صحت سلب و اطراد را از علایم تشخیص الفاظ حقیقی و مجازی عنوان کرده و حالات مختلف لفظ نسبت به معنا و رجوع به اصول عقلی در صورت وقوع اشتباه در معنای الفاظ یعنی رجوع به اصولی مانند اصل عدم قرینه، اصالة اطلاق و عموم، اصالة عدم نقل و اصالة عدم وضع را مورد تأکید قرار داده است.
در بخش بعدی کتاب، نویسنده به بحث درباره دلالت پرداخته و ضمن تعریف دلالت اقسام دلالت تصوری و تصدیقی، اقسام معانی مانند معانی تکوینی، اعتباری و اختراعی را بیان کرده و اختلاف نظر اصولیان در مورد معنای اختراعی و نزاع آنان در مورد استعمال لفظ در معانی متکثره را بررسی نموده است. بررسی مفهوم حقیقت شرعیه و متشّرعه، صحیح و اعم، مشتق و ادله موافقان و مخالفان آنها از دیگر مباحث مطرح شده در مقدمه است.
مقصد اول و دوم:
نگارنده به بررسی مباحث الفاظ پرداخته و ابتدا به تبیین ماده و صیغه امر و دلالت آن بر وجوب پرداخته است. به همین مناسبت وی به بحث درباره طلب و اراده و نسبت بین آنها شبهات مربوط به جبر و پاسخ آنها، شبهه در مورد کلام نفسی و پاسخ آن پرداخته و اقوال مختلف را در این زمینه منعکس کرده و این اقوال را ارزیابی نموده است.
در ادامه نویسنده به دلالات دیگر صیغه امر از جمله دلالت آن بر مرّه و تکرار، فور و تراخی، وجوب و استحباب و یا مطلق طلب اشاره کرده و مناقشات اصولیان بر این موضوع را بررسی نموده است. از نظر وی صیغه امر به خودی خود بر هیچ یک از این امور دلالت نمی‌کند اگر چه ظهور اولیه آن در وجوب است.بیان اقسام واجب مانند واجب تعبدی و توصلی، واجب مطلق و مشروط، واجب معلق و منجز، واجب نفسی و غیری، واجب عینی و کفایی، واجب موسع و مضیق، واجب تعیینی و تخییری و واجب اصلی و تبعی، مفهوم امر بعد از امر، معنای امر بعد از نهی و معنای نسخ وجوب از دیگر مباحث مطرح شده در باب اوامر است.
مبحث بعدی نواهی است که در آن نیز نویسنده ابتدا به دلالت صیغه نهی و طبیعت آن اشاره کرده و عدم دلالت آن بر فور و تراخی استمرار و.. را بیان نموده و اجتماع امر و نهی در شیء واحد را شرح کرده است.
بخش بعدی کتاب درباره مفاهیم است که در آن به بحث درباره مفهوم شرط، مفهوم غایت، مفهوم وصف، مفهوم استثناء و مفهوم لقب و عدد اشاره شده و شروط داشتن مفهوم در شرط بیان گردیده است. مباحثی مانند عام و خاص و الفاظ آن، انواع تخصیص خوردن عام، مطلق و مقید و شروط قید خوردن مطلق در صورت تمام بودن مقدمات حکمت، مجمل و مبین و راه‌های ازبین بردن اجمال یک جمله، تعارض بین نصوص و راه از بین بردن تعارض میان آنها، اقسام تخییر، ملازمات عقلیه، مسأله إجزاء، مقدمه واجب و اقوال درباره نوع وجوب مقدمه، مبحث ترتب، مفهوم نهی در عبادات و معاملات و فرق آنها از مباحث پایانی مجلد اول می‌باشد.
مجلد دوم:
ابتدا به بحث درباره حجیت قطع و سپس حجیت انواع ظنون معتبر و آنگاه به صورت مبسوط به بررسی اصول عملیه و ادله عقلی و نقلی آنها پرداخته شده است. در این راستا نگارنده ضمن تعریف قطع به آثار و اقسام آن اشاره کرده و لزوم متابعت از قطع و حجیت آن را مورد تأکید قرار داده است. حجیت قطع قطّاع، منجزیّت علم اجمالی و شرایط تنجّز و تکلیف‌آوری آن، امکان تعبدبه ظن، حجیت ظن معتبر، حجیت ظواهر، شرایط حجیت اجماع نزد امامیه، حجیت شهرت یا عدم حجیت آن به عنوان یکی از ظنون معتبره، حجیت خبر واحد، مبحث اجتهاد و تقلید و شرایط مجتهد برای صدور فتوی و شرح اصول عملیه و شرایط جریان داشتن این اصول و ادله عقلی و نقلی مبتنی بر آن از مباحث مهم دیگری است که در پایان مجلد دوم ارایه شده است.
نگارنده در طول مباحث دیدگاه‌های اصولی شیخ مرتضی انصاری(شیخ اعظم) و ملا محمدکاظم خراسانی(آخوند خراسانی) و برخی دیگر از اصولیین معاصر را منعکس کرده و از دیدگاه‌های آنان استفاده کرده است.

## گفتاوردها
- حجت‌الاسلام ملک زاده، استاد حوزه علمیه: «سید عبدالاعلی سبزواری، تلاش کرده تا بحث هایی که رنگ و بوی فلسفی دارد را از مباحث اصولی خارج کند با این که خودش استاد فلسفه بوده و تألیفاتی نیز در این زمینه داشته است.»[۵]
- اسماعیل محمدی کرمانشاهی: «از ویژگی های کتاب تهذیب الاصول سید عبدالاعلی سبزواری این است که: ایشان، در مباحث اصولی این کتاب، دراز گویی نمی‌کند و کلام را به درازا نمی‌کشاند، چرا که این کار سبب اتلاف عمر می شود. دیگر این که در مباحث فقهی، کوشش عقلی را نیز به کار می برد. کتاب یاد شده بر خلاف مختصر بودنش، ویژگی ها و زوایایی دارد که قابل تقدیر است.»[۶][۷]